# Medal Plaza

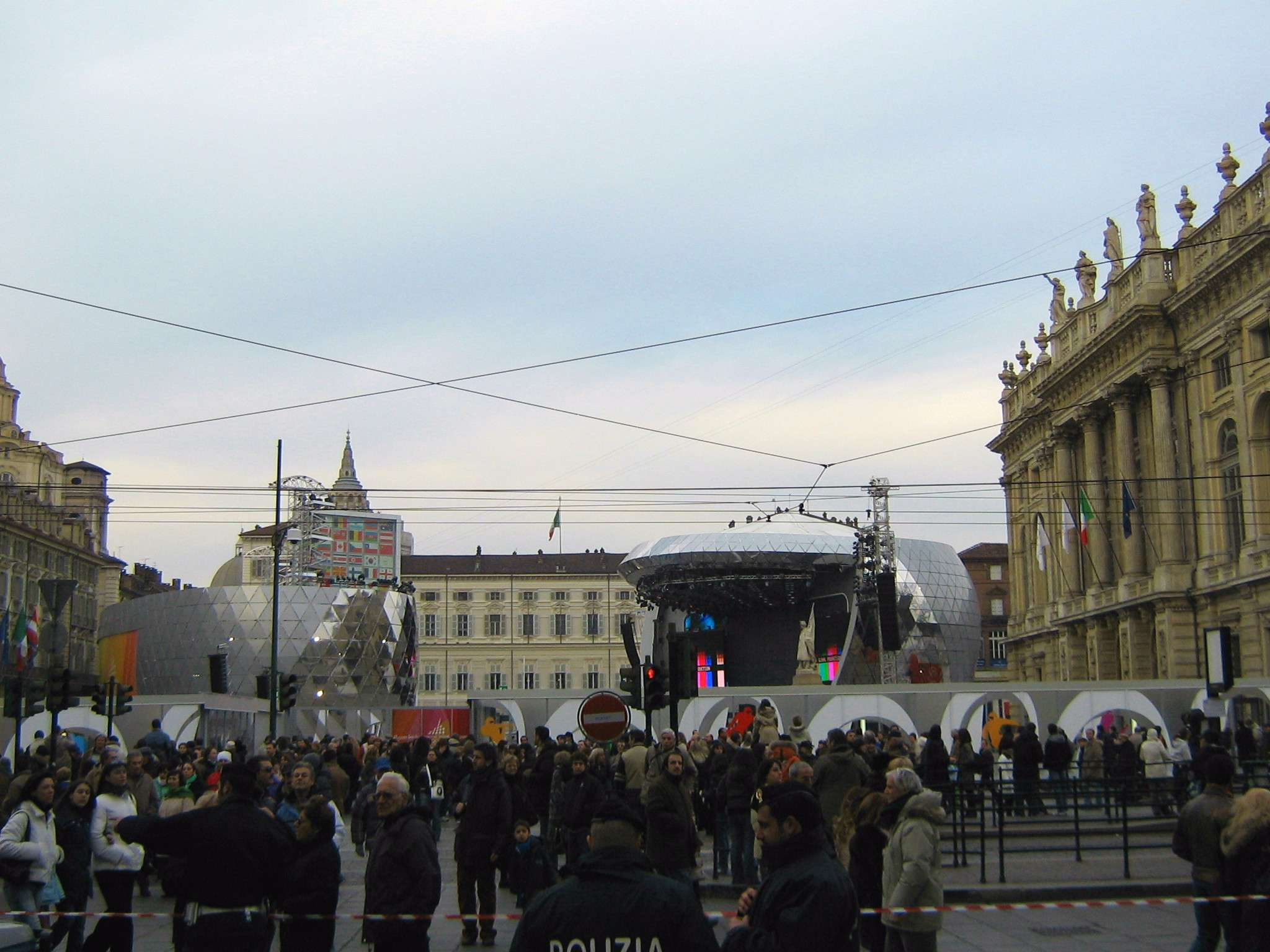
Medal Plaza tijdens Turijn 2006

Medal Plaza is een centrale olympische accommodatie waar tijdens de Olympische Spelen een groot deel van de medailles worden uitgereikt aan de sporters. Een Medal Plaza wordt voornamelijk gebruikt tijdens Olympische Winterspelen, omdat de locaties van de verschillende onderdelen daarvan vaak ver van elkaar af liggen. Bij de Zomerspelen krijgen de atleten hun medallies meestal op de locatie zelf uitgereikt, direct na afloop van een evenement.
Het Medal Plaza werd voor het eerst in gebruik genomen tijdens de Olympische Winterspelen 2002 in Salt Lake City. Voorheen werden de medailles direct na afloop van een evenement uitgereikt, sinds 2002 moeten de sporters weleens een dag wachten voor ze de medailles in ontvangst mogen nemen. Het Medal Plaza wordt dagelijks bezocht door een groot aantal toeschouwers. Na het uitreiken van de medailles wordt het volkslied van de goudenmedaillewinnaar gespeeld en krijgen de sporters even de tijd om hun vreugde te delen met het aanwezige publiek.  